# 豹紋陸龜
豹紋陸龜（學名：Stigmochelys pardalis、英文名﹕Leopard tortoise），又名豹龜，主要生活在蘇丹南部至南非開普省東部和非洲南部的在熱帶稀樹草原地區。 豹紋陸龜是豹龜屬的單屬種，但在過去，豹紋陸龜曾經常被當作象龜屬中的一個物種。
种加词 pardalis 意为“豹纹的”。
此龜屬草食性，有利於牠們在半乾旱的草原作為棲息地，但亦有部分豹龜在多雨的地區棲息。 在這極熱和極冷的天氣底下，牠們會住在狐狸、豺或食蟻獸廢棄的巢穴，因此，牠們並不會再另外挖洞作產卵之用。豹紋陸龜通常會有80年至100年的壽命。

## 簡介

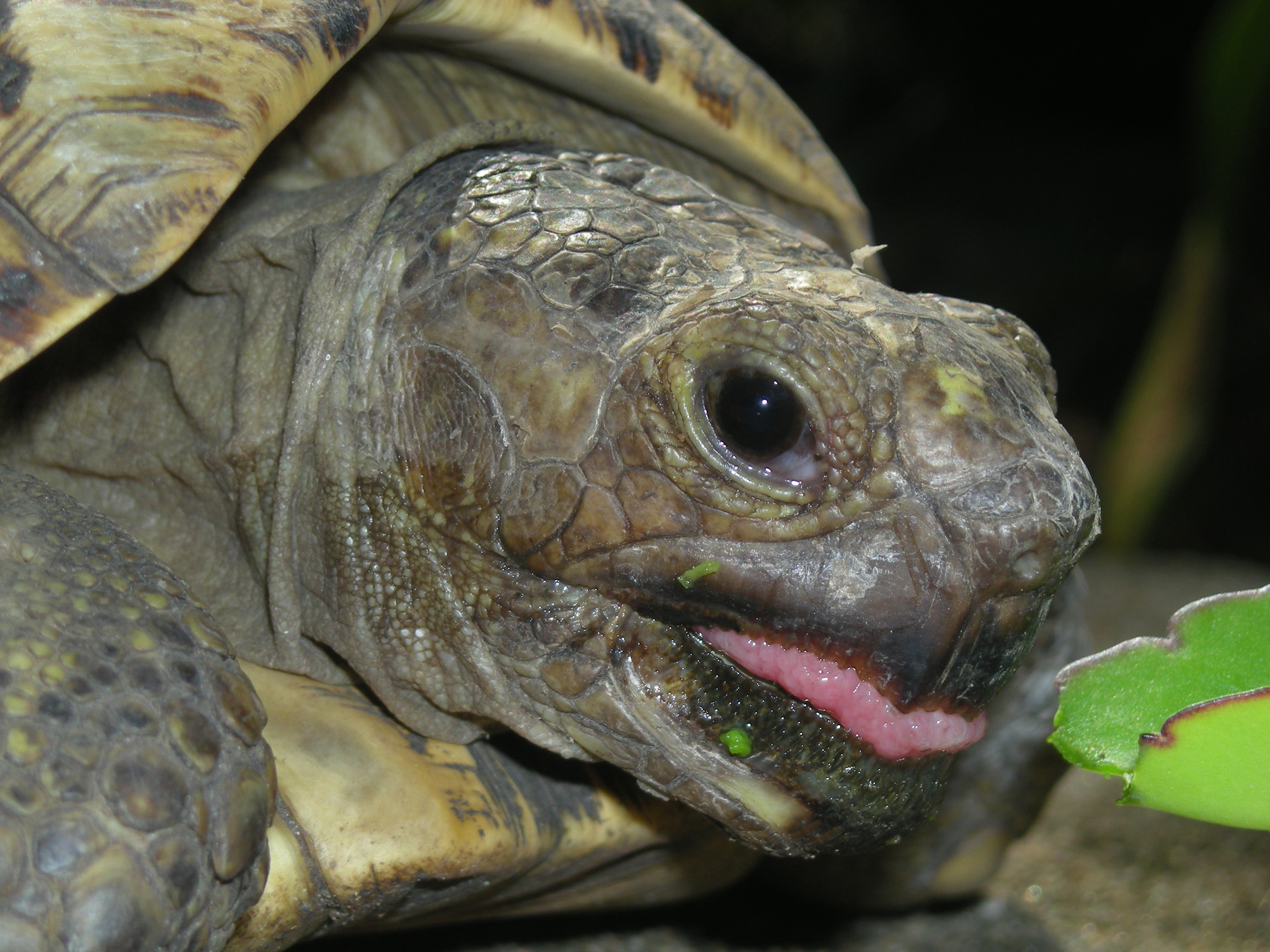
一隻豹紋陸龜正進食仙人掌

豹龜是世界上第四大的陸龜龜種，典型的成龜體長可達到18英寸（460毫米），體重40磅（18公斤），亦曾有紀錄指豹龜體長可達至70厘米（28英寸）和體重高達120磅（54公斤），外殼長達24英寸（610毫米）。埃塞俄比亞曾發現一隻體長達到100厘米豹龜，這是一個罕見的案例。此外，在非常罕見的情況下，在蘇丹等高濕度的熱帶雨林生活的豹龜體長亦可以達到45英寸。 
豹紋陸龜的背甲高，圓頂，並且常有隆背的情況。皮膚的顏色通常是奶油黃色，背甲標有黑色斑點及黑色條紋，而每一隻龜也有其獨特的斑紋。

## 亞種
豹龜有兩個公認的亞種
西部豹龜（Stigmochelys pardalis pardalis ）此亞種無論是在人工飼養和野外環境中都不太常見，主要分佈在南非，南非西部和南部納米比亞的小範圍內生活。它的特點是殼色暗。這個亞種的雄性龜尺寸上會大於雌性，而一般龜隻的體型亦較另一個亞種大。 
東部豹龜（Stigmochelys pardalis babcocki）為最常見的亞種，分佈的地域較廣，大概分佈於埃塞俄比亞 及南非 。主要的殼色是黃及黑，一般體型會較另一亞種小（埃塞俄比亞和索馬里的巨型龜種除外），這個亞種的雄性龜體型會小於雌性。 除了這個亞種的成龜有較多隆背的情況。年輕時可以以的顏色區分的兩個亞種，babcocki是有黑點的，中央板甲亦會有一條中線，而pardalis的則是橫向的線。

## 習性
豹龜是草食性龜類。面對危險時，牠們會把腳和頭部收進自己的殼裡以保護自己，這時通常會發出嘶嘶的聲音，可能是由於四肢和頭部被收回時空氣從肺部被擠壓而致。

## 特性
與其他龜一樣，在受到威脅時，牠們可以收回頭部和腳到自己的殼裡以作防禦之用。 另外，嘴部亦像所有的陸龜和海龜一樣，呈喙狀嘴。 後方的腿呈樹幹狀，前肢幾乎是槳形，並有一排小的麟。 牠們可以移動得非常快，這是由於這兩條腿能令牠們適合行走多岩石地形及攀爬，同時可以在水中行走長達10分鐘。 幼龜的攀爬能力亦十分好，牠們的腳趾甲提供了有利的條件，令牠們能在混凝土、石材等表面垂直向上攀登。豹龜亦是全球第四大的陸龜，僅次於非洲盾臂龜、亞達伯拉象龜和加拉帕戈斯象龜。

## 分佈
豹紋陸龜大多分佈在非洲南部，亦廣泛分佈在撒哈拉以南非洲 ，但西非和中非的大部分地方是尋找不到牠們的蹤影的。牠們亦曾亦以下地區被發現：博茨瓦納 、布隆迪、剛果民主共和國、埃塞俄比亞、肯尼亞、馬拉維、莫桑比克、納米比亞、盧旺達、索馬里、南非、蘇丹、斯威士蘭、坦桑尼亞 、烏干達、贊比亞和津巴布韋。 

## 保育
現時，越來越多豹龜被圈養繁殖。 這是一個重要的保育方法，因為牠們的野生龜隻數目已漸減少。 在大多數情況下，在野外環境捕獲的野生豹龜體內會有蜱、 蟎蟲及內部寄生蟲在體內，但牠們通常是脫水及不主動進食的。 即使在最好的情況下，捕獲的野生豹龜通常要透過獸醫治理才可作人工飼養，此舉會花費大量的時間。截至2000年3月22日，美國農業部已下令禁止進口的豹龜、鐘紋折背龜和非洲盾臂龜 。 
在野生環境中，健康族群仍然存在於在農村地區、國家公園和自然保護區之中。然而，這是一個在許多當地人民會以豹龜作為食糧。豹龜族群亦被認為是十分脆弱的。

## 繁殖
豹龜是一種非常長壽的動物，大概需12年至15年便會性成熟。然而，人工飼養的豹龜生長速度會更快，有部分甚至6歲便可以開始繁殖。 
交配時，雄性會壓著雌性然後進行交配，雄性會發出叫聲。交配後，雌會與雄性分離，其後可產下5至18隻蛋，多數蛋都會留在地面孵化。而南非品種的豹龜比常見的豹龜是更難以在人工飼養繁殖的。

## 圖集

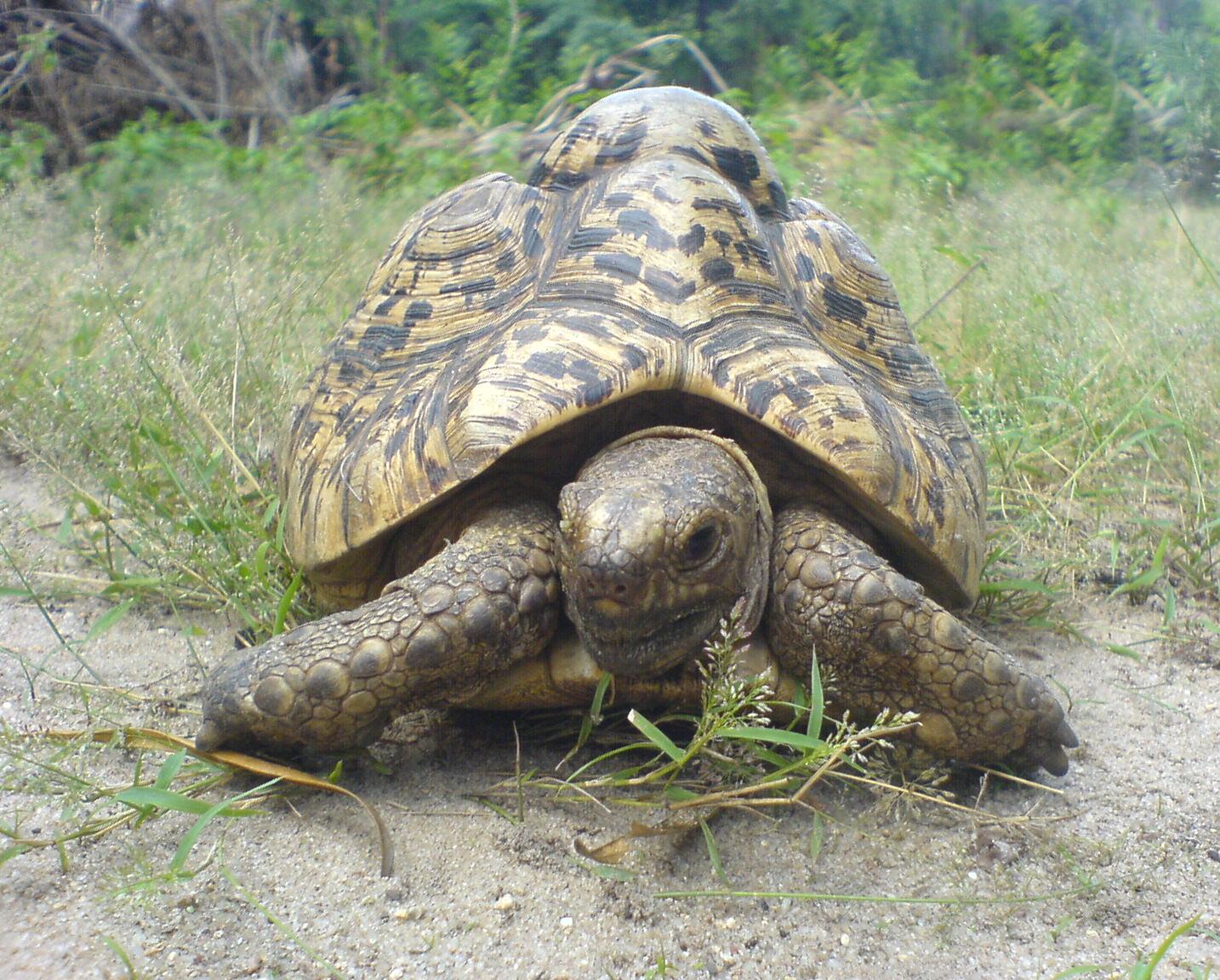
一隻20歲的豹龜在進食
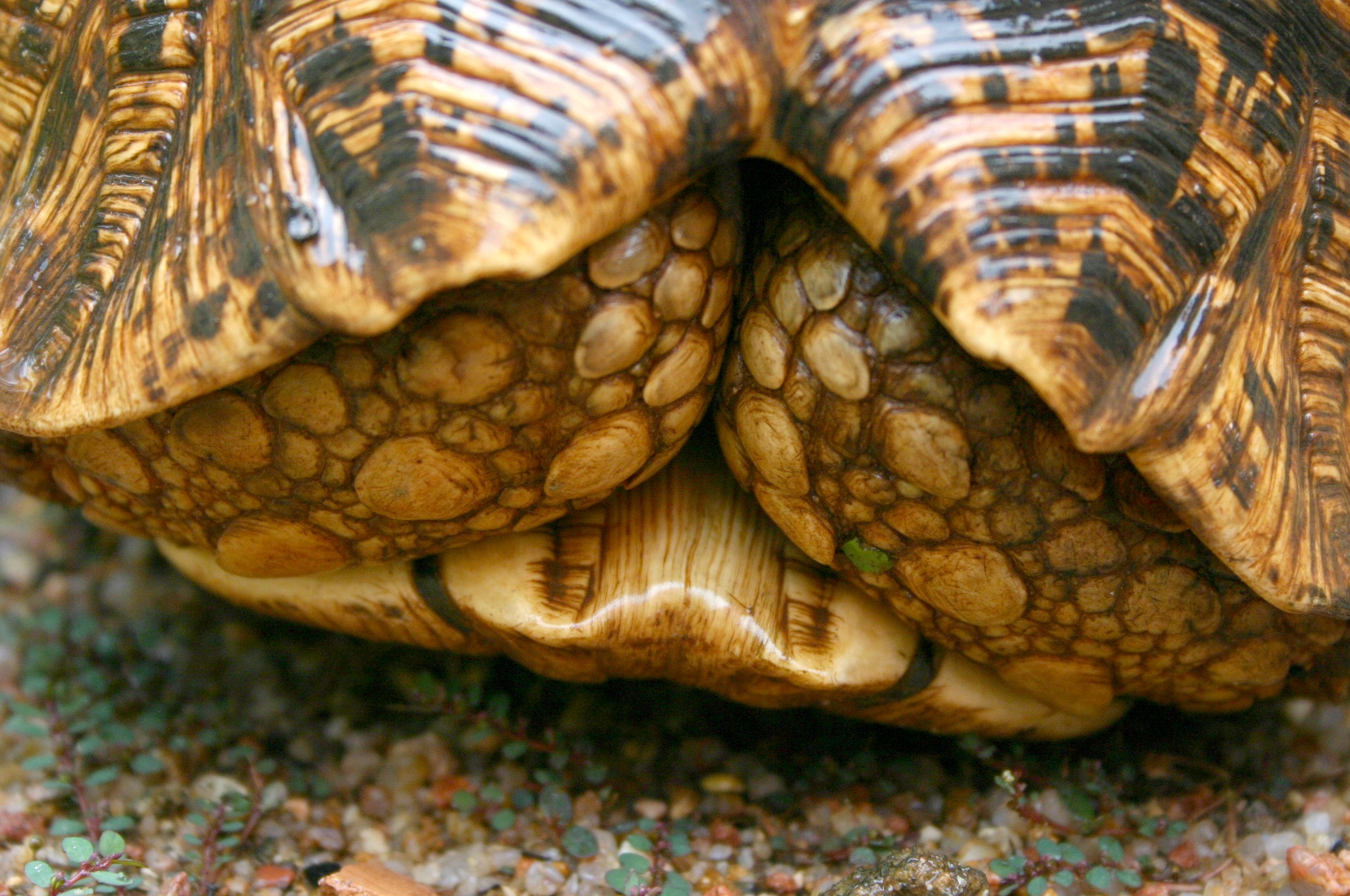
一隻雌性豹龜的
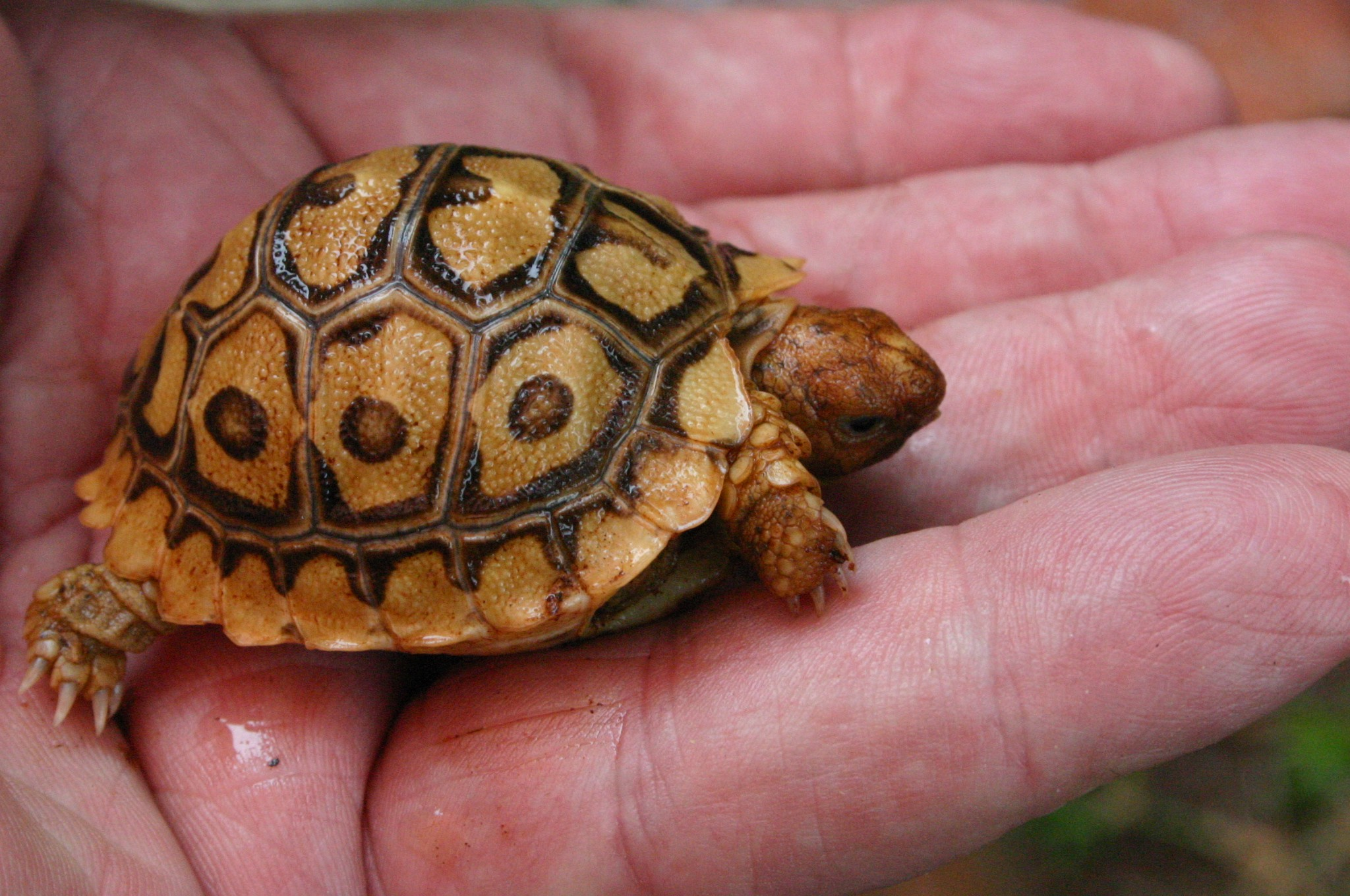
出生接近一個月的豹龜
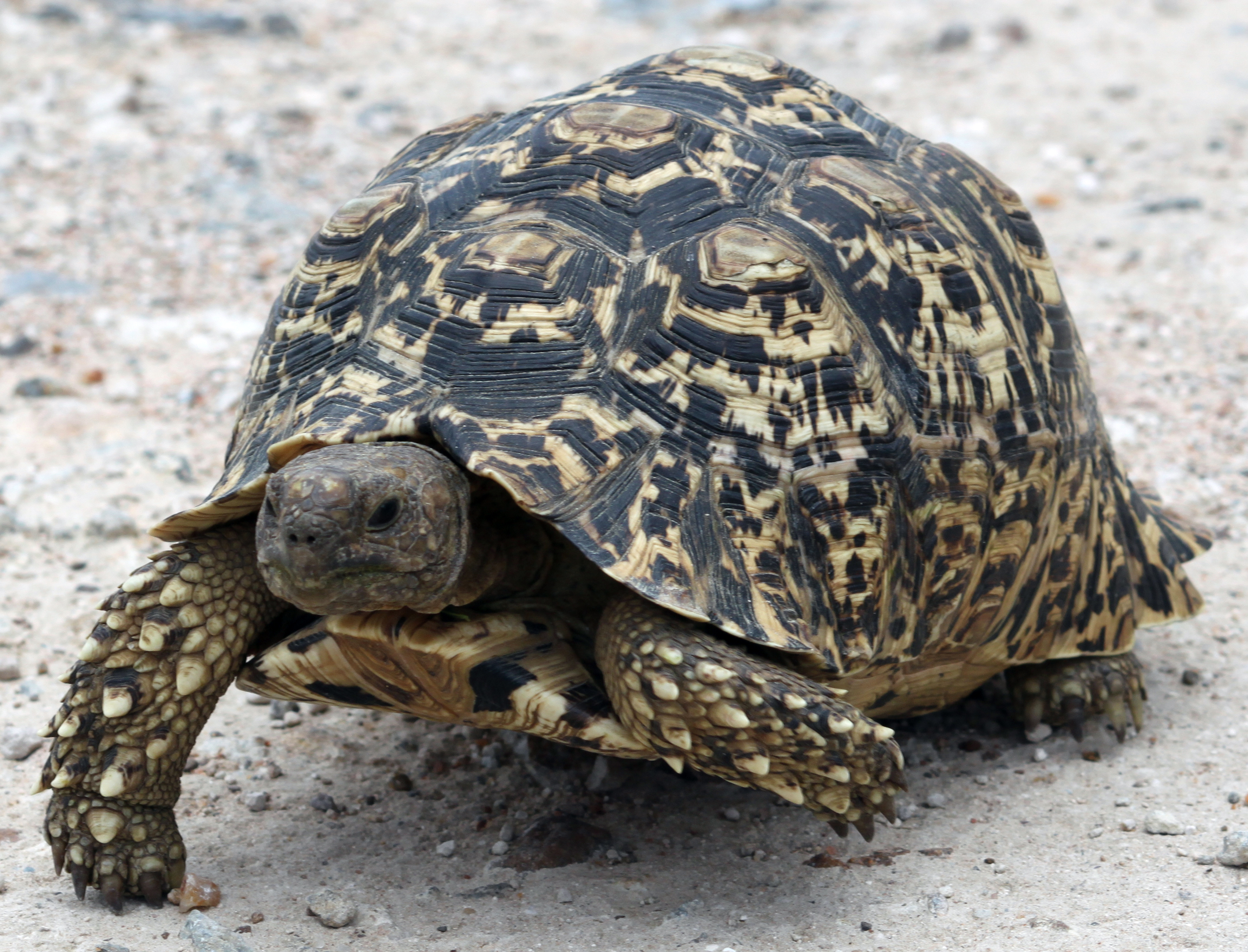
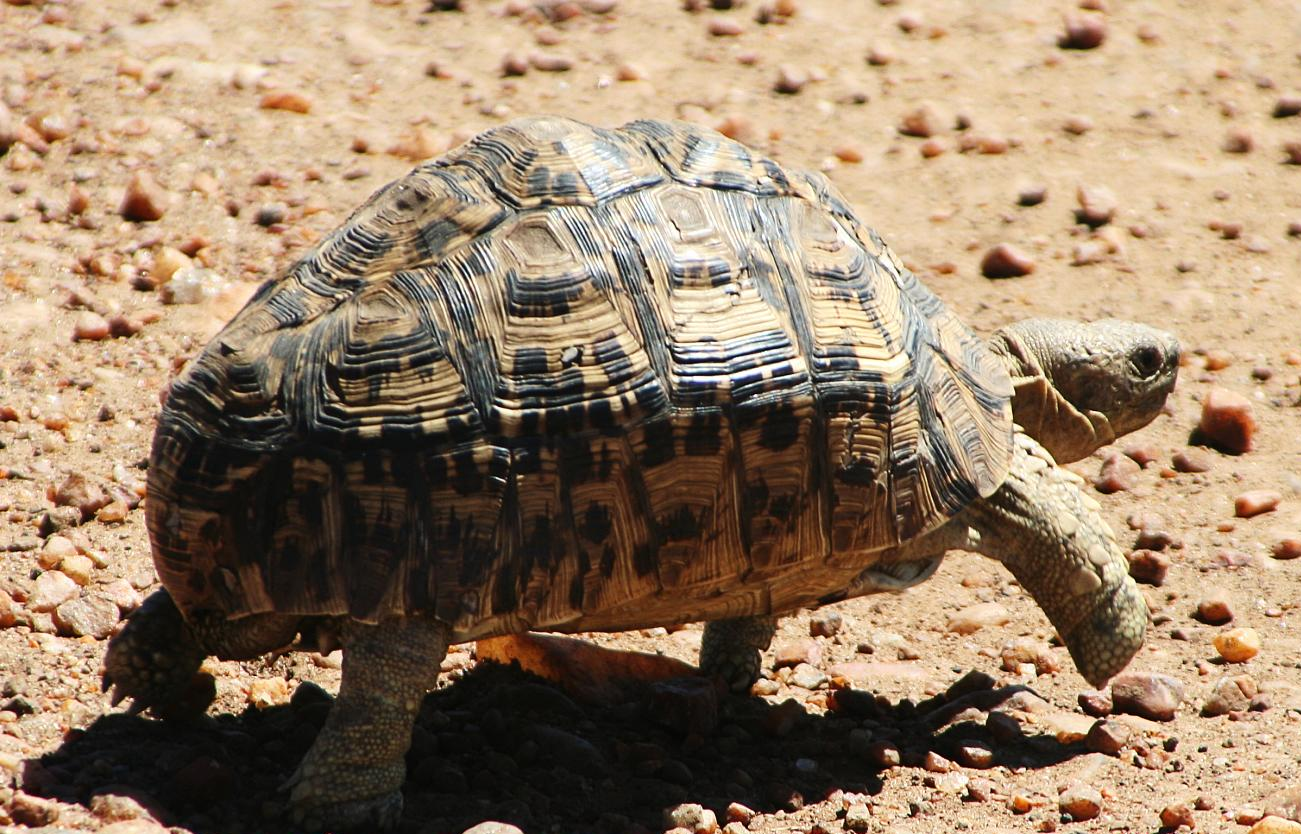
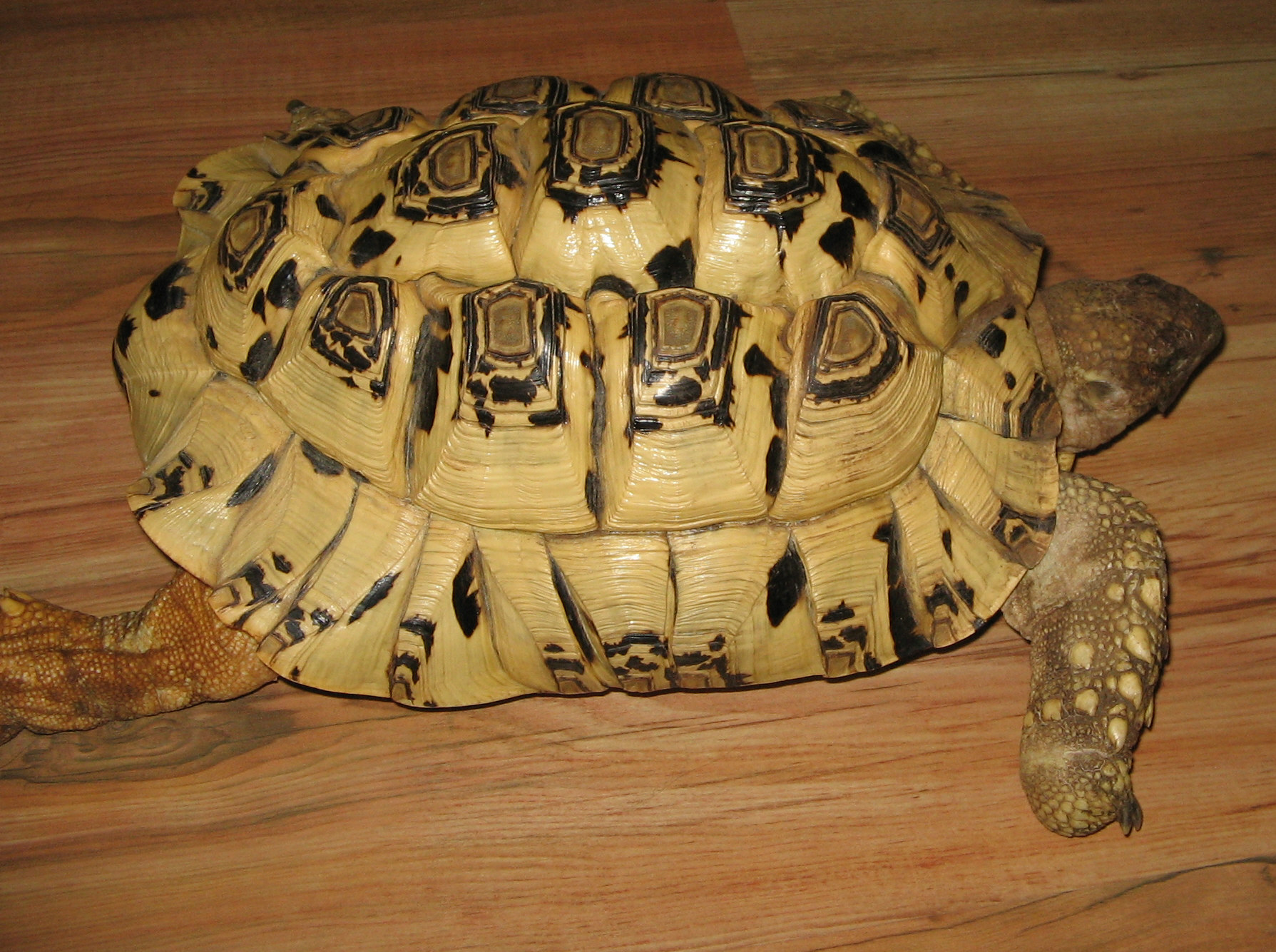
一隻殼色偏黃的豹龜
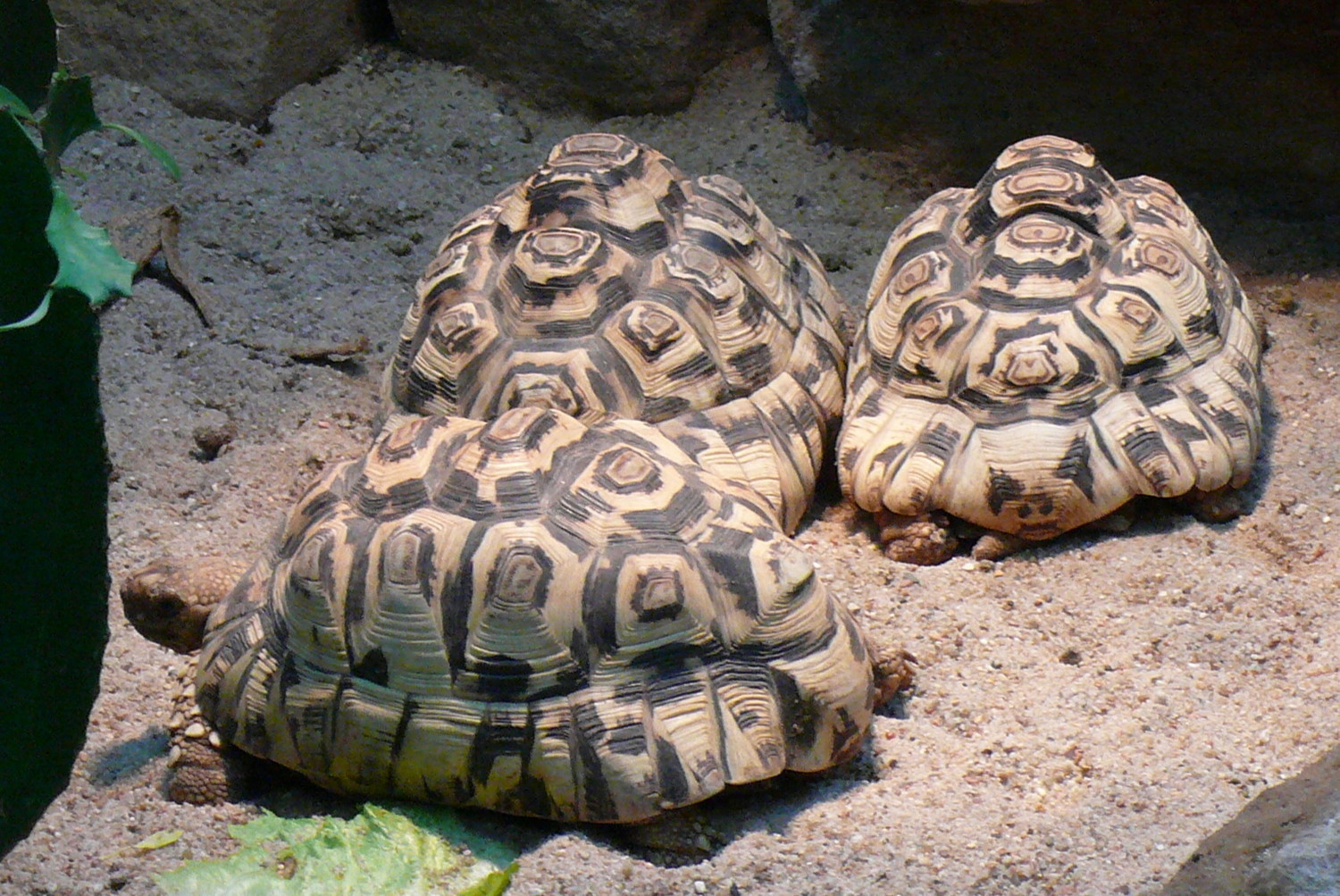
三隻成體豹龜
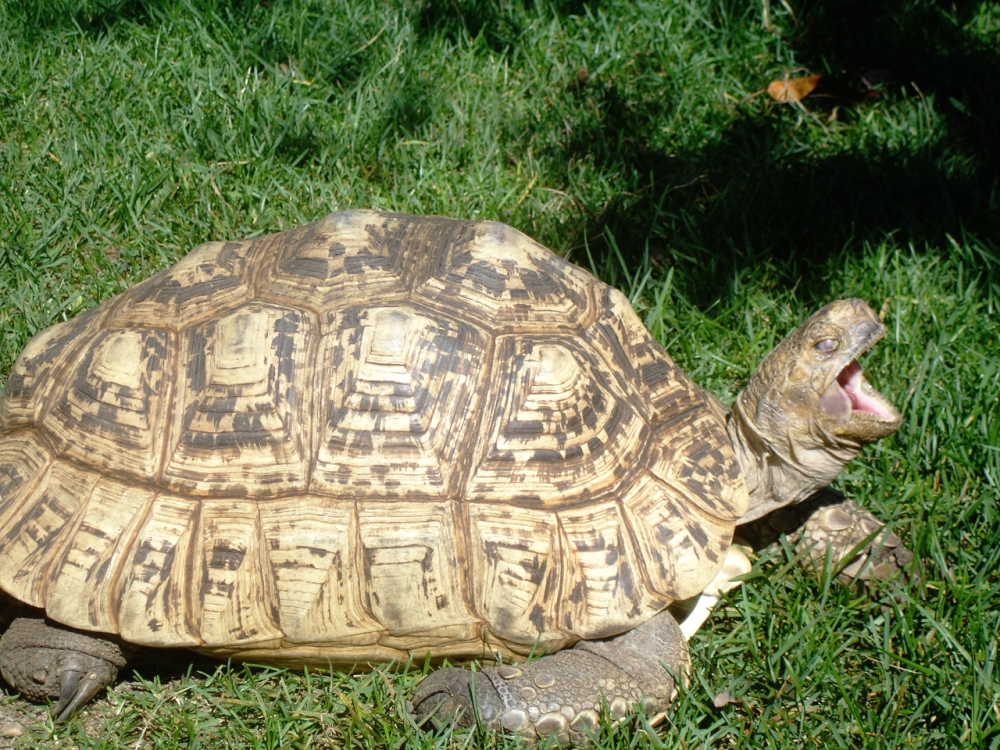
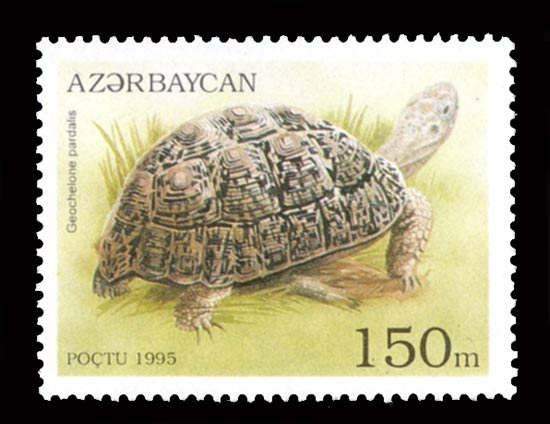
一張以豹龜為主題的郵票
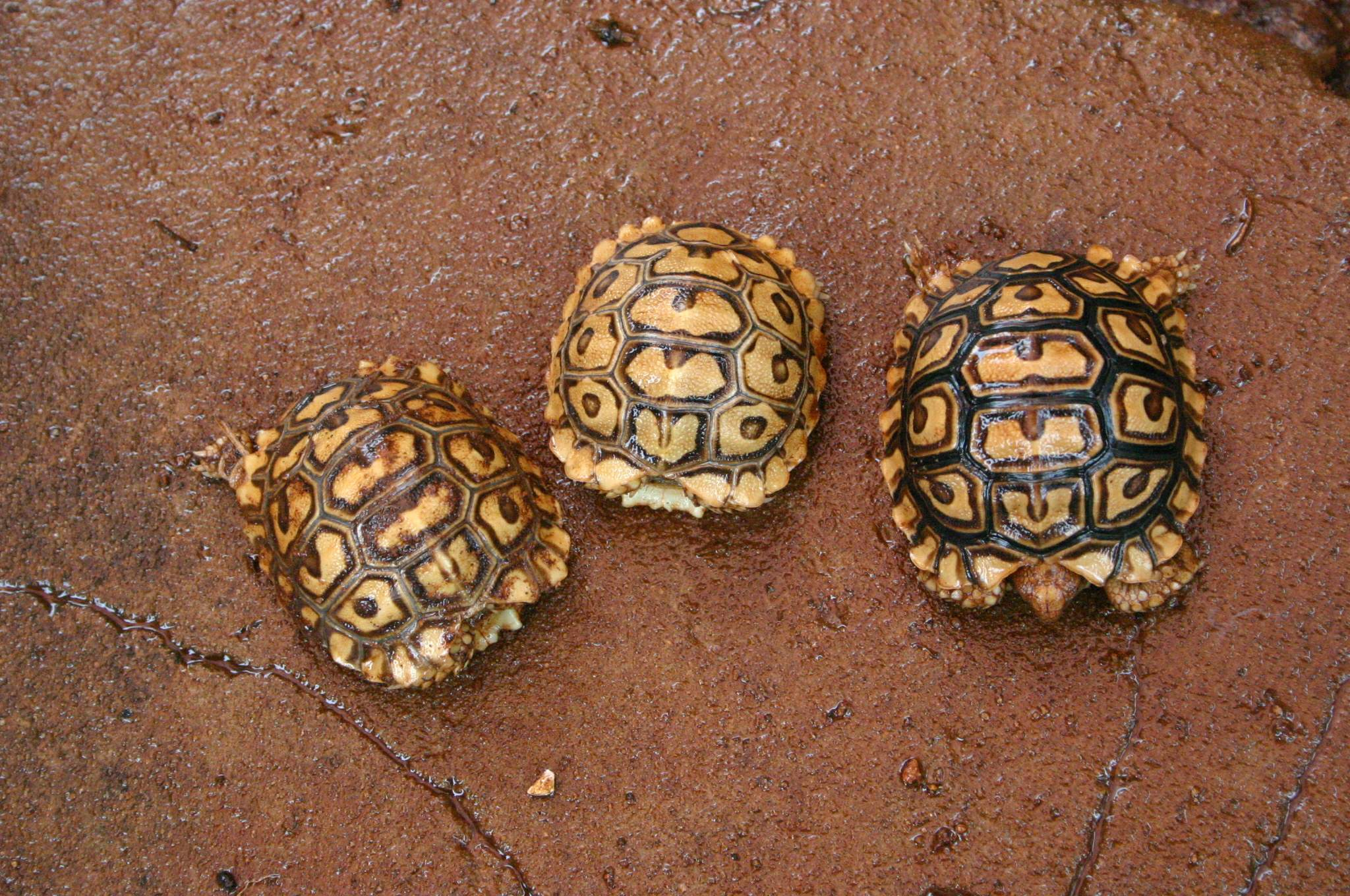
三隻幼年豹龜